# Обикновена дюля
 Тази статия е за растението.  За селото в Югоизточна България вижте Дюля (село).  
Обикновената дюля (Cydonia oblonga) е вид растение от семейство Розови (Rosaceae), единствен представител на род Дюля (Cydonia). Дюлята е широколистно листопадно растение. Тя представлява храст или невисоко дърво. Дюлята е със сравнително слаборазвита коренова система, която е съставена от множество неголеми странични корени, които водят своето начало от основата на растението. На дълбочина корените на дюлята не достигат до повече от 80 – 100 cm.
Стъблото и корените на дюлевото дърво са покрити със сива, а понякога със сиво-кафява кора, която е сравнително тънка. Дюлята рядко е голяма на височина. Рядко се случва дюлево дърво да надвиши на височина 7 m.
Дюлята има сравнително големи листа, които имат правилна яйцевидна форма и гладък ръб. Горната страна на листата е тъмнозелена на цвят, а долната – светлозелена, а понякога почти бяла. Този цвят се дължи на големия брой бели власинки, които покриват долната им страна.
Цветовете на дюлевото дърво са бледорозови на цвят. Цветовете са двуполови и имат петделни чашка и венче. Чашката на цвета е бледозелена на цвят, а венечето е бледорозово, а понякога напълно бяло. Цветът и формата на цветовете на дюлевото растение имат за цел да привличат насекомите, които са основното средство за опрашването на цветовете.
Подобно на други розоцветни растения, дюлята освен същинските плодове образува и лъжлив „крушовиден“ или „ябълковиден“ плод. Плодът на дюлята напомня по структура този на ябълката и крушата. В изграждането на лъжливия плод на дюлята освен плодникът участва и цветното легло.